# Gustav Richter (SS)
Pour les articles homonymes, voir Gustav Richter.
Gustav Richter, né le 12 novembre 1913 à Stadtprozelten, dans le royaume de Bavière, et probablement mort  le 5 juin 1997, est un Judenberater (« conseiller aux affaires juives »), assistant d'Adolf Eichmann pendant la Seconde Guerre mondiale. Il fut l'un des exécutants clé de la « solution finale » durant la phase ultime de la Shoah en Roumanie.

## Carrière
Diplômé en droit, il devient avocat en 1932. Richter rejoint le Parti national-socialiste des travailleurs allemands en 1933 et « l'escadron de protection » de la Schutzstaffel dans la foulée. Il entre dans le SD en 1934 et l'année suivante, travaille dans le « département juif » à Stuttgart. Il y devient chef adjoint en 1939. À partir de 1940, il est nommé Kommandeure der SP und des SD sous le commandement du Befehlshaber der SP und des SD à Mulhouse en Alsace annexée. Il sert également brièvement en France occupée, à Dijon.
En avril 1941, Richter est envoyé à Bucarest, en Roumanie, comme « conseiller aux affaires juives ». Il collabore étroitement avec l'ambassadeur d'Allemagne en Roumanie, Manfred von Killinger, véritable maître de facto de ce pays alors satellite de l'Allemagne nazie sous le régime collaborateur du maréchal Ion Antonescu. Après un bref retour à Berlin en septembre 1941, Richter repart en Roumanie et y resta jusqu'au moment où ce pays rejoint les Alliés en août 1944. Richter insiste pour l'organisation de mesures répressives efficaces contre les Juifs et combat ce qu'il appelle la corruption du régime fasciste roumain, qui, moyennant des pots-de-vin, permet à la Croix-Rouge roumaine, à l'association Alya dirigée par Eugen Meissner et par Samuel Leibovici, ou à des justes comme Traian Popovici, de sauver les persécutés et d'en exfiltrer vers les pays neutres (comme la Turquie) ou la Palestine. Le 3 septembre 1941, Richter impose l'adoption d'une loi sur le port de l'étoile jaune pour tous les Juifs (mais elle ne sera guère appliquée). La tâche principale de Richter a été de faire recenser et de planifier la ghettoïsation et l'extermination finale de 600 000 Juifs de Roumanie contre la réticence des autorités roumaines, qui entendaient mener leur propre politique d'extermination en commençant par les 250 000 Juifs de Bessarabie devenus soviétiques en juin 1940 et censés être tous bolchéviques, mais en épargnant provisoirement (au sens non pas humain mais économique) les 369 000 Juifs restés citoyens roumains en 1940, dépouillés de leurs biens et astreints à des travaux forcés (voirie, nettoyage, entretien) à la place des employés municipaux ou autres mobilisés.
En conformité avec les instructions détaillées, reçues directement d'Adolf Eichmann et du ministère allemand des Affaires étrangères, Richter insiste fermement, planifiant la déportation des juifs de Roumanie vers le camp d'extermination de Belzec en Pologne occupée et s'appuyant sur la déclaration de guerre des Alliés occidentaux à la Roumanie le 16 décembre 1941 pour empêcher Alya d'exfiltrer des enfants juifs de Transnistrie, orphelins après le massacre de leurs parents, vers la Palestine sous mandat britannique. Après des négociations ardues avec le dictateur roumain Ion Antonescu et son ministre des affaires étrangères Mihai Antonescu, Richter obtient le 22 juillet 1942 l'autorisation de déporter des Juifs roumains à Belzec. Toutefois, malgré les déclarations tranchantes d'Antonescu, la complexité des opérations dépasse les capacités des Roumains et cette déportation n'a finalement pas lieu, au grand dépit de Richter. Pire, les Roumains, surtout après Stalingrad, tolèrent même que l'écrivain et poète Tudor Arghezi publie des pamphlets contre Killinger et Richter en 1943.
Le 23 août 1944, le Conseil national de la résistance et le roi Michel Ier organisent un coup d'État et renversent le gouvernement de Ion Antonescu : la Roumanie quitte alors l'Axe pour rejoidre les forces Alliés. Richter, retranché dans l'ambassade d'Allemagne à Bucarest assiégée par les forces roumaines, est fait prisonnier et livré à l'Armée rouge conformément à la convention d'armistice soviéto-roumaine du 12 septembre 1944. 

## Prisonnier de guerre
Le 21 janvier 1945, Richter prisonnier des Soviétiques partage une cellule de la prison de Loubianka avec Raoul Wallenberg à Moscou. Le 1er mars 1945, il est déplacé de sa cellule et ne reverra jamais Wallenberg. Après plusieurs années passées dans des camps de prisonniers de guerre en Union soviétique, Richter fut jugé et reconnu coupable de crimes de guerre en 1951. Libéré malgré cela au bout de seulement quatre ans, il rejoint la Suède en 1955 et il dit alors que Raoul Wallenberg a été interrogé au moins une fois par les Soviétiques pendant environ une heure et demie à la Loubianka. Selon lui, cet interrogatoire a eu lieu au début de février 1945.

## Après-guerre
Il s'installe en l'Allemagne de l'Ouest en 1955 et travaille en tant qu'employé. En raison de son implication dans la persécution de Juifs roumains, il fut interrogé en 1961, puis en 1969 devant le tribunal du district de Frankenthal. Il n'est jugé qu'en décembre 1981 et le principal chef d'accusation est qu'il a signé de sa main le plan de déportation de la communauté juive roumaine vers le camp de Belzec. Au début de 1982, Richter est condamné à quatre ans de prison, mais est dispensé de peine au motif que celle-ci aurait déjà été purgée pendant sa détention en Union soviétique. Il n'a pas exprimé de regrets, s'en tenant à la formule Befehl ist Befehl (« un ordre est un ordre ») : son parcours témoigne de convictions nazies dont il ne semble jamais avoir douté. Il se fait ensuite très discret et on ignore même le lieu et la date exacte de sa mort. 